# Игнасио Камачо
Игнасио Камачо Барнола (роден на 4 май 1990 г. в Сарагоса, Арагон) е испански футболист, играещ в Атлетико Мадрид, обикновено като дефанзивен полузащитник.

## Кариера

### Клубна кариера
Игнасио Камачо започва да се занимава с футбол като малък в родния си градски клуб Сарагоса. Скоро бива открит от академията на Атлетико Мадрид и започва да се подвизава в нея.
Прави дебюта си в първия отбор на 1 март 2008 г. (като титуляр, играейки 68 минути и получавайки жълт картон), когато Атлетико печели срещу Барселона с 4 – 2. Вкарва първия си гол в Ла Лига на 3 май, отбелязвайки 2 пъти в друг домакински успех, този път срещу Рекреативо де Хуелва един ден преди 18-ия си рожден ден.
След добри изяви през сезон 2007 – 08, бива оставен на пейката от новия треньор Хавиер Агире. През февруари 2009 г. новия треньор Абел Ресино, скарвайки се с Маниш, вкарва Камачо в игра доста по-често.

### Национален отбор
Камачо е капитан на Испания за младежи под 17 години по време на европейското първенство за младежи през 2007, което Испания печели. Отбелязва един гол. През 2008 г. след добрите изяви с екипа на Атлетико Мадрид става част от отбора на Испания за младежи под 21 г., но пропуска европейското първенство заради контузия.

## Статистика
| Сезон   | Клуб            | Лига    | Мачове | Голове | Асистенц. |
| ------- | --------------- | ------- | ------ | ------ | --------- |
| 2007/08 | Атлетико Мадрид | Ла Лига | 10     | 2      | 0         |
| 2008/09 | Атлетико Мадрид | Ла Лига | 8      | 0      | 0         |
| Total   | Total           | Total   | 18     | 2      | 0         |

## Успехи
- Европейско първенство за младежи под 17 години – 2007 г.